# Eugeniusz Adam Klin
Eugeniusz Adam Klin, ur. 29 lipca 1931 w Karbie (obecnie: dzielnica Bytomia) – polski germanista, literaturoznawca, profesor, badacz niemieckiej literatury romantyzmu i niemieckiej literatury na terenie Śląska, organizator i dyrektor katedr/instytutów germanistycznych w Toruniu i Zielonej Górze.

## Życiorys
W roku 1950 zdał maturę w Liceum Ogólnokształcącym w Bytomiu. Studia na Wydziale Filologicznym Uniwersytetu Wrocławskiego (wówczas: Uniwersytet im. B. Bieruta)  ukończył w r. 1955. Doktorat na Uniwersytecie Wrocławskim – 1960, habilitacja tamże – 1966. 1976 został profesorem nadzwyczajnym, w r. 1983 profesorem zwyczajnym. Od 1955 pracował jako asystent, a od 1960 jako adiunkt w Katedrze Filologii Germańskiej Uniwersytetu Wrocławskiego. W 1969 przenosi się do Torunia, tam jako docent organizuje Katedrę Filologii Germańskiej i zostaje jej kierownikiem. Od r. 1978 w Katedrze Filologii Germańskiej Wyższej Szkoły Pedagogicznej w Zielonej Górze, 1981–84 prorektor ds. współpracy z zagranicą WSP. W latach 1987–2002 dyrektor Instytutu Filologii Germańskiej WSP, później Uniwersytetu Zielonogórskiego. W latach 90. pracował również na Uniwersytecie Szczecińskim.
Stypendysta Fundacji Alexandra von Humboldta na Uniwersytetach w Bonn i Kolonii 1964–65.
Promotor dziewięciu doktoratów.
Członek i moderator interdyscyplinarnego zespołu naukowego Forum Europejskie „Śląsk -Schlesien- Slezsko” 1993–2001, członek Rady Naukowej Górnośląskiego Centrum Kultury Spotkań im. Josepha von Eichendorffa w Łubowicach – od 2003.

## Publikacje (wybór)
Główne obszary badań naukowych: literatura niemiecka okresu romantyzmu, polsko-niemieckie związki w literaturze, komparatystyka literacka. Wśród publikacji książkowych jest też podręcznik z ćwiczeniami do stylistyki i polsko-niemiecki słownik z zakresu myślistwa
- Recepcja „Koła Monachijskiego” w Polsce, [w:] Acta Universitatis Wratislaviensis. Germanica Wratislaviensia 15, Wrocław 1971, s. 15–19.
- Podstawy systemów weryfikacyjnych w liryce niemieckiej (w ujęciu porównawczym), [w:] Acta Universitatis Nicolai Copernici. Filologia germańska I. Toruń 1974, s. 57–75.
- Pojęcie romantyzmu w ”Estetyce” Hegla. Warszawa: Wydawnictwo Naukowe PWN, 1976.
- Die Begriffe der Romantik in der deutschen und polnischen Literatur, [w:] Acta Universitatis Nicolai Copernici. Filologia germańska III. Toruń 1977, s. 65–73.
- Aktualne problemy komparatystyki literackiej, [w:] Acta Universitatis Nicolai Copernici. Filologia germańska IV 1978, s. 3–9.
- Die Rezeption der deutschen Literatur in der polnischen Romantik, [w:] Acta Universitatis Nicolai Copernici. Filologia germańska IV 1978, s. 45–49.
- Recepcja literatury niemieckiej u Kazimierza Brodzińskiego (współaut. Maria Adamiak). Wrocław: Zakład Narodowy imienia Ossolińskich, 1979.
- Übungsbuch zur deutschen Stilistik. Warszawa: Wydawnictwo Naukowe PWN, 1979 (współaut. Hermann Koch).
- Bilder von Polen und den Polen. Anmerkungen zu der neusten Anthologie der Polenliteratur von 1772–1848, [w:] (red.) Gerard Koziełek, Deutsche Polenliteratur. Internationales Kolloquium Karpacz 3. –7. Oktober 1988 = Acta Universitatis Wratislaviensis. Germanica Wratislaviensia 92. Wrocław 1991, s. 299–302.
- Polsko-niemiecki słownik tematyczny. Myślistwo (współaut. Marek Laskowski, Sylwia Szolc). Zielona Góra: Kanion, 2006.

Oddzielnie wymieńmy niektóre prace Eugeniusza Klina na temat niemieckojęzycznej literatury Śląska:
- Probleme der zeitgenössischen schlesischen Literatur. Zielona Góra: Wydawnictwo Wyższej Szkoły Pedagogicznej, 1997 (współaut. Paweł Zimniak).
- Tradition und Gegenwart. Studien zur Literatur Schlesiens. Würzburg: Korn, 2001.
- Hans Schellbach als Schriftsteller und Zeitkritiker. Frankfurt a. M.: Peter Lang, 2001.

## Nagrody i odznaczenia
Nagroda Naukowa II stopnia MEN 1989.
Medal Eichendorffa za zasługi dla Górnośląskiego Centrum Kultury i Spotkań im. Eichendorffa w Łubowicach.
Księga Jubileuszowa: (red.) Joanna Rostropowicz, Gabriela Jelitto-Piechulik: Schlesien und die deutsche Romantik. Eine Festschrft für Professor Eugeniusz Klin zum 90. Geburtsjubiläum – Śląsk a niemiecki romantyzm. Tom jubileuszowy dla Profesora Eugeniusza Klina z okazji 90. rocznicy urodzin. Śląsk w Europie – Schlesien in Europa – Slezsko v Evropě, vol. 12, 2021, Łubowice–Opole: Górnośląskie Centrum Kultury i Spotkań im. J. v. Eichendorffa, 2021.

## Inne zainteresowania
- psy, łowiectwo[10]